# Distrito de Sembabule
Sembabule es uno de los ochenta distritos de Uganda. Como casi todos los distritos ugandeses, debe su nombre a su capital, la ciudad de Sembabule, que se encuentra a aproximadamente 48 kilómetros (30 millas), por carretera, al noroeste de Masaka, la mayor ciudad de la subregión. Otras localidades del distrito son Lwemiyaga y Ntuusi.

## Límites
El distrito de Sembabule se separó del distrito de Masaka en 1997. Limita al norte con el distrito de Mubende; al nordeste, con el distrito de Gomba; al este, con el distrito de Bukomansimbi; al sur, con el distrito de Lwengo; al suroeste, con el distrito de Lyantonde; y al noroeste, con el distrito de Kiruhura al noroeste.

## Población
En 1991, el censo nacional de población estimó la población del distrito en 144.040 personas. El censo nacional de 2002 arrojó una cifra de 180.050 habitantes, con una tasa de crecimiento anual del 2%. En 2012, la población se estimaba en 219.600 individuos.

## Economía
Se trata, en principio, de un distrito rural, que recibe precipitaciones relativamente bajas, con largos períodos de sequía. Esto afecta enormemente a la agricultura, pero la ganadería no se ve gravemente afectada. Parte del ganado se cría en ranchos. La ganadería y la producción lechera son la columna vertebral de la economía local. En los últimos tiempos, en el distrito también se está practicando cada vez más la piscicultura. Los productos del distrito se comercializan en pueblos de la zona y en las principales ciudades de Uganda, como en Kampala, Masaka y Rakai. Entre otros productos destacan los siguientes: plátanos dulces, matoke, patatas, mandioca, maíz, mijo, repollo, guisantes, mangos, piña, maní, maracuyá...

## Arqueología
En la región alrededor de Bwera, en la frontera con el vecino distrito de Mubende, hay un sitio conocido como Bigo bya Mugenyi, que parece ser la ubicación de un asentamiento humano datado a finales de la Edad del Hierro (1200 - 1000 a. C.). Las excavaciones en el yacimiento han sacado a la luz hojas de hierro (muy probablemente utilizadas para cosechar granos), cerámica con decoraciones simples, estiércol de ganado y agujeros para postes para cercas.